# 吉井友実
吉井 友実（よしい ともざね、文政11年2月26日（1828年4月10日） - 明治24年（1891年）4月22日）は、日本の武士・薩摩藩士、官僚。正二位勲一等伯爵。通称を仁左衛門、中介、後に幸輔。変名を山科兵部。

## 来歴

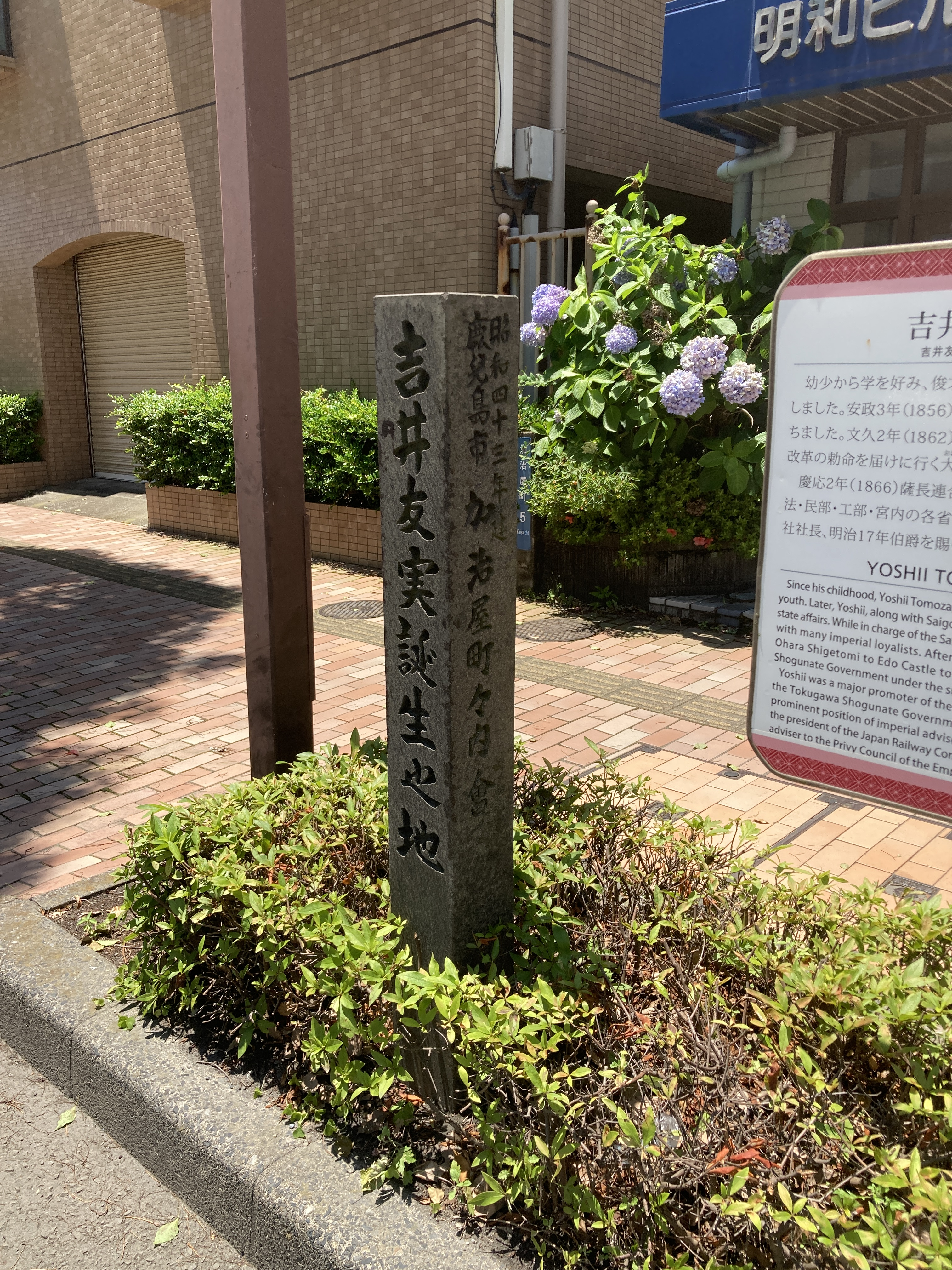
誕生之地碑（加治屋町）

薩摩藩士・吉井友昌の長男として鹿児島城下加治屋町において生まれる。西郷隆盛・大久保利通・税所篤らとは幼少期からの親友とされている。
藩主・島津斉彬の藩政改革の下、安政3年（1856年）に大坂薩摩藩邸留守居役などを務めて諸藩の志士との交流を重ね、若手改革派の1人として活躍する。
斉彬の死後、大久保利通や税所篤ら同志40名と共に脱藩を企てたものの藩主・島津忠義の慰留をうけて文久元年（1861年）に大目付役に就任。翌2年（1862年）の島津久光（忠義の父）が行った率兵上洛及び勅使・大原重徳との江戸下向に随行、後に徒目付や御用部屋書役などを務め、西郷・大久保らと始めとする精忠組の中心人物として藩政をリードし、尊王討幕運動を推進した。
元治元年（1864年）には流罪に処されていた西郷の復帰を嘆願し、その召還使として渡島した。同年の禁門の変では、長州藩を迎撃、第一次長州征討で西郷が征長総督・徳川慶勝に長州処分を委任された際、税所と2人で西郷と共に長州に乗り込み、その戦後処理に努めた。これに先立ち長州藩に対する朝廷の決意を固めるため、土佐藩士乾正厚、久留米藩士大塚敬介らと合議して意見書を朝廷に建白している。

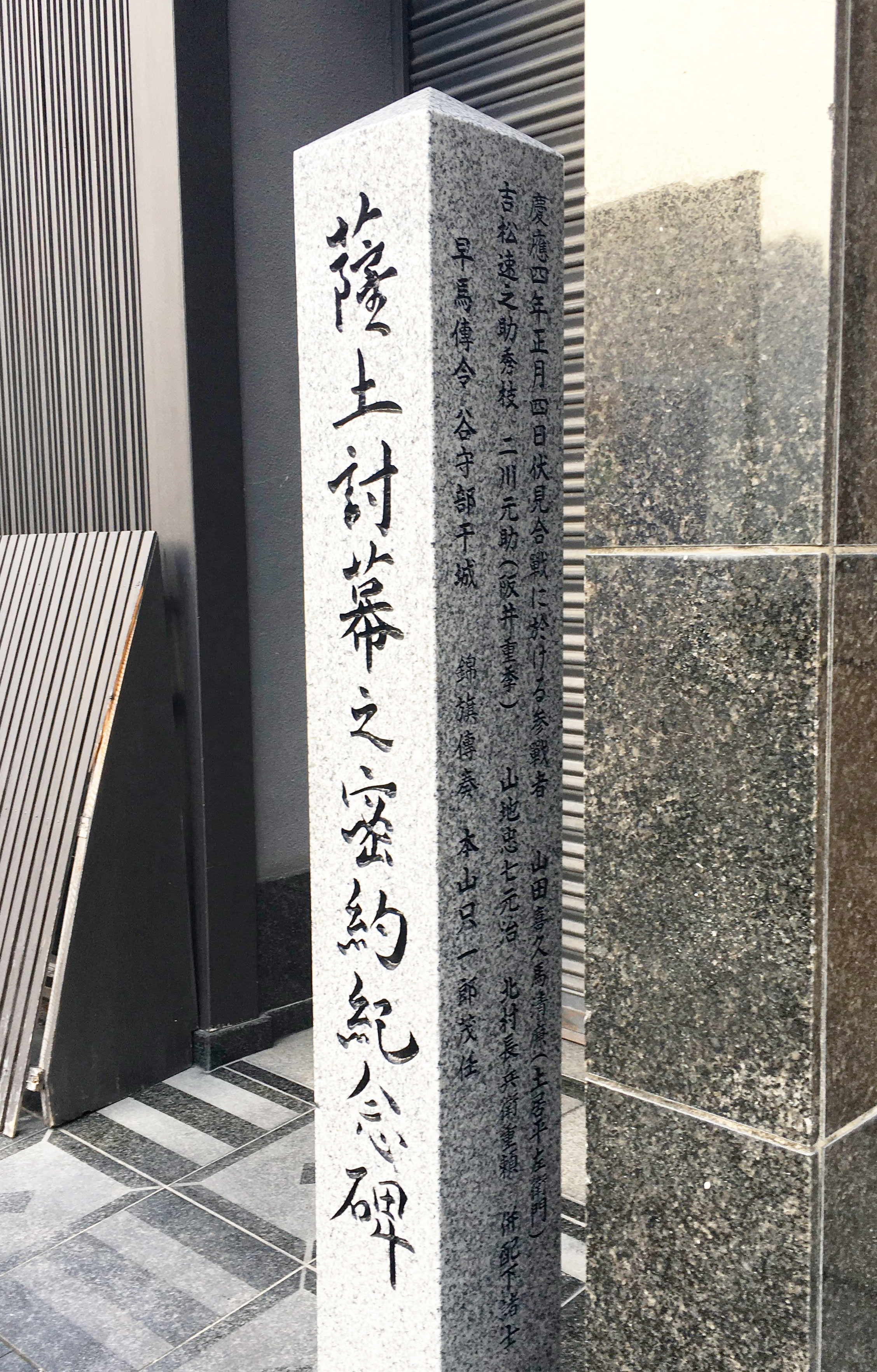
「薩土討幕之密約紀念碑」
密約が締結される前段階として京都「近安楼」で会見がもたれたことを記念する石碑
京都市東山区（祇園）

慶応3年（1867年）、小松清廉・西郷らと共に土佐藩の板垣退助・中岡慎太郎らと薩土密約を結び、翌慶応4年（1868年）、戊辰戦争の緒戦である鳥羽・伏見の戦いでは、自ら兵を率いて旧江戸幕府軍を撃退するなど多大な功績をあげ、明治2年（1869年）に賞典禄1,000石を授けられた。
維新後は参与や弾正大忠、弾正少弼と出世したが、明治3年（1870年）3月に「不束かな次第」があったとして謹慎処分を受ける。同年4月には謹慎があけ、民部少輔兼大蔵少輔、民部大丞などを歴任した。
明治4年（1871年）に大久保の推挙で宮内大丞、宮内少輔に就任。宮中の改革に尽力し明治天皇の輔導に努める一方、明治6年（1873年）の政変で大久保に協力して西郷と袂を分かつこととなった。
明治8年（1875年）に元老院議官、明治10年（1877年）には侍補に任命され、翌11年（1878年）の大久保暗殺を契機に元田永孚・佐々木高行・土方久元らと共に天皇親政を政府に提案したが採用されず、明治12年（1879年）3月に政府により工部少輔兼任とされ工部省へ異動となった。同年10月の侍補廃止後は工部省に留まり、明治13年（1880年）6月に工部大輔に昇進したが、明治14年（1881年）中に日本鉄道会社への転出が決まり、翌明治15年（1882年）1月に工部大輔を辞任して2月に日本鉄道社長となり、一旦官界から離れた。
日本鉄道の方針として東京 - 前橋間の開通を実現させるべく、工事を政府に委託する代わりに資金を会社が負担する折衷案で工事を進めた（この当時は会社に鉄道技術が殆ど無く、政府の独占だったため）。着工前は東京方面の始発駅をどこにするかで政府側の建設担当者・鉄道局長井上勝と激論を交わし、上野を始点とする吉井に対し井上は品川を主張、明治15年（1882年）9月に上野が始点とした工事が始まっても井上が品川 - 赤羽間の線路工事を平行して進め上野側の線路との接続を提案すると、資金不足を口実に品川 - 赤羽間の停止を図るなど、井上との関係は円滑ではなかった。対立は明治16年（1883年）7月、工部卿になっていた佐々木を味方に付けた井上に折れる形で品川 - 赤羽間の着工を決断して終息、明治17年（1884年）1月に着工、6月25日に先に上野駅 - 高崎駅間（現在の東北本線および高崎線）が開業した。翌明治18年（1885年）3月1日に品川駅 - 赤羽駅（現在の山手線および赤羽線）も開業したが、それを待たずに明治17年7月、上野開業を機に辞職、明治天皇の任命で宮内大輔として宮中に復帰した（宮内卿は伊藤博文）。また同月、維新の功により伯爵に叙せられる。
明治19年（1886年）に宮内次官に任命されたほか、明治21年（1888年）に枢密顧問官も兼任、大日本帝国憲法の審議に参加した。
明治24年（1891年）、63歳で死去。墓は東京都港区の青山霊園。要人と交わした書簡が『吉井友実文書』として国立国会図書館憲政資料室に、『三峰吉井友実日記』が宮内庁書陵部に保管されている。

## 主な官歴
- 明治元年（1868年）：徴士参与職・軍防事務局判事、軍務官判事、弾正大忠、弾正少弼
- 明治3年（1870年）：民部少輔兼大蔵少輔、民部大丞
- 明治4年（1871年）：宮内大丞、宮内少輔
- 明治8年（1875年）：元老院議官
- 明治10年（1877年）：一等侍補
- 明治11年（1878年）：元老院議官兼任
- 明治12年（1879年）：工部少輔兼任
- 明治13年（1880年）：工部大輔兼任
- 明治15年（1882年）：日本鉄道社長
- 明治17年（1884年）：宮内大輔
- 明治18年（1885年）：元老院議官兼任
- 明治19年（1886年）：宮内次官
- 明治21年（1888年）：枢密顧問官
- 明治24年（1891年）：宮内省御用掛

## 栄典・授章・授賞
位階
- 明治元年閏4月28日 - 従五位下[6]
- 明治2年9月20日 - 正五位[6]
- 1875年（明治8年）12月28日 - 従四位[6]
- 1882年（明治15年）1月10日 - 正四位[6]
- 1886年（明治19年）10月20日 - 従三位[6][7]
- 1887年（明治21年）10月20日 - 正三位[6]
- 1891年（明治24年）4月14日 - 正二位[6]

勲章等
- 1881年（明治14年）7月16日 - 勲二等旭日重光章[6]
- 1884年（明治17年）7月17日 - 伯爵[6][8]
- 1889年（明治22年）
  - 2月21日 - 銀製黄綬褒章[9]
  - 11月25日 - 大日本帝国憲法発布記念章[6][10]
  - 12月27日 - 勲一等瑞宝章[6][11]

## 家族・一族
- 長男：幸蔵（伯爵、海軍少佐、貴族院議員）
- 三男：高島友武（子爵、陸軍中将、高島鞆之助の養嗣子で娘婿）
- 娘：沢子（公爵大山巌の妻）
- 孫：勇（幸蔵の子。伯爵、歌人、脚本家）
  - 妻の吉井徳子は柳原義光の娘で、昭和8年（1933年）にいわゆる「不良華族事件」において摘発されている。勇は戦後まで健在だったが、この件で爵位を辞退し隠居、滋が襲爵した。
- 曾孫：滋（勇の子。伯爵、後楽園スタヂアム支配人、日本野球連盟評議員）

## 人間関係
西郷隆盛
明治2年（1869年）8月に明治政府の樹立に貢献したとして、明治天皇は西郷に正三位の位階を授ける事になったが、明治政府は書類にその名を記す為に西郷の名前を知る必要があった。しかしこの時西郷は函館戦争を終えて船で函館から鹿児島に戻る最中だった為不在だった。明治政府は古参の同志である吉井に西郷の名前を聞きに行ったが、吉井は普段から西郷を通称名の「吉之助」で呼んでいた為に名前を思い出せず、誤って西郷の父の吉兵衛の諱である「隆盛」で届け出てしまう。西郷は諱を元服時は「隆永」、後に「武雄」と改めていたが、この一件以降は隆盛を名乗っている。
西南戦争後に西郷の名誉が回復されなかった当時、伊地知正治・岩下方平・副島種臣と共に命日に極秘で祭礼を行い、遺児を明治天皇に拝謁させることなどに尽力した。上野の西郷隆盛像創設の発起人も吉井である。
その他
寺田屋遭難によって負傷した坂本龍馬が京都の薩摩藩邸へ移動する際、その護衛の任に当たっている。その後、坂本の薩摩での新婚旅行で自邸を宿舎として提供し、感謝の意として「来国光」の短刀を贈られている。また龍馬暗殺直後の近江屋に急行している（近江屋事件）。
外遊中にフランスのパリで会った留学生の清水誠にマッチの製造を勧めている。清水は後に、日本におけるマッチ製造業の元祖となり、清水が帰国後に最初にマッチの製造を手がけたのは東京三田四国町（現在の東京都港区芝）にあった吉井の別邸内であった。
親友の税所の老後の世話について遺言の中で言及しており、薩摩藩士同士の絆の強さをうかがわせる。

## 登場作品
テレビドラマ
- 『翔ぶが如く』（1990年、NHK大河ドラマ 演：福田勝洋）
- 『龍馬伝』（2010年、NHK大河ドラマ 演：及川いぞう）